# Distributionsbaukasten
Distributionsbaukasten wird ein Betriebssystem genannt, das darauf angelegt ist, durch Austausch von Modulen oder durch andere Umbauten des Codes seine Eigenschaften und Fähigkeiten so entscheidend zu verändern, dass daraus eine Familie von Distributionen entstehen kann. Die Bezeichnung Distributionsbaukasten (Distribution Build Kit) wurde durch Linux From Scratch bekannt, das ursprünglich nur eine Anleitung zur Zusammenstellung eines GNU/Linux Betriebssystems war, der die dazu nötige Software beilag.

## Betriebssystembaukästen in der Informatik
Die Idee, Betriebssysteme aus vorhandenen Elementen zusammenzusetzen, oder ihre Module für verschiedene Anwendungen kombinierbar zu machen, wird mindestens seit den 1970er Jahren diskutiert.
Charakteristisch für einen Betriebssystem-Baukasten ist es, dass seine einzelnen Software-Module durch kompatible Schnittstellen miteinander kombinierbar und wiederverwendbar sind. Aus der unterschiedlichen Kombination der Module entstehen Betriebssystem-Familien. In den Familien bleibt die Hierarchie der Module weitgehend gleich, und es wird, soweit möglich, auf die Funktionalität vorhandener Module zurückgegriffen, bevor neue Funktionalitäten eingebaut werden.
Als Betriebssystembaukasten werden in der Praxis konzeptuell durchaus verschiedene Systeme bezeichnet. Beispiele:
- PURE – an der Universität Magdeburg in Entwicklung[1][2]

Oft wird die Architektur eines Betriebssystems in einem Schema geschichteter Bausteine dargestellt. Der Begriff „Betriebssystembaukasten“ ist dafür jedoch nicht üblich.

## Distributionsbaukästen
Durch den offenen Quellcode sind GNU Betriebssysteme wie GNU/Linux besonders geeignet, von Anwendern hergestellt und von ihnen selbst auf ihre Zwecke zugeschnitten zu werden. In diesem ursprünglichen Sinne werden Anleitungen zur Zusammenstellung eines GNU/Linux Betriebssystems auch weiterhin als Distributionsbaukasten bezeichnet.
Die neuere Bedeutung des Begriffs bezieht sich jedoch vor allem auf GNU/Linux oder andere Distributionen freier Betriebssysteme, die analog zum obengenannten Denkmodell der Informatik, über besondere Eigenschaften verfügen, um Distributions-Familien aus einer Basisdistribution zu bilden.
- Eine Distribution, welche besonders modular ist und auf einer 10 MB kleinen Basis mit Paketmanager aufbaut, ist Tiny Core Linux
- Andere modulare Distributionsbaukästen sind folgende Debian-Linux-Systeme: Morphix, Knoppix, Dreamlinux

Sie sind spezialisiert, durch Neukombination von Software-Modulen, teils sogar mit Modulen aus anderen Debian Distributionen, eine auf die Bedürfnisse der Anwender zugeschnittene Distribution zusammenzustellen. Dazu werden distributionsspezifische Werkzeuge, wie MKDistro bei Dreamlinux, bereitgestellt, aber auch Software wie Ibuild bzw. Intellibuild zur Unterstützung herangezogen. Das Endprodukt kann als Live-CD verteilt und angewendet werden.
- Ein Distributionsbaukasten besonders geeignet für die Zusammenstellung  Eingebetteter Systeme: T2 SDE

Ein Produkt von T2 SDE ist Puppy Linux. T2 SDE ist prinzipiell für den Einbau anderer Kernel gut geeignet, es muss nicht immer Linux sein
- Ein Distributionsbaukasten, der auf andere Weise Distributions-Familien bildet: Gentoo Linux

Mittels ähnlicher Werkzeuge arbeitet auch Exherbo.